# Hungry!
Hungry! (ハングリー!?, Hangurī!) è un dorama giapponese invernale in 11 puntate di Fuji TV andato in onda nel 2012; vede la partecipazione di Osamu Mukai nella parte del protagonista.

## Trama
Eisuke è impiegato come bassista in una rock band, ma deve abbandonare ben presto i suoi sogni musicali per condurre il ristorante di cucina francese della sua famiglia, una vera e propria tradizione del luogo.
Il destino lo vorrà coinvolgere suo malgrado all'interno d'un triangolo amoroso, con Ryoko e Miori rivali acerrime per conquistar il cuore del bel Eisuke.
Maria è la "vecchia" fidanzata di Eisuke e lavora in un istituto bancario: rimane molto compita nell'apprendere la notizia, improvvisa e del tutto imprevista, che il ragazzo ha smesso definitivamente di coltivare la sua musica per dedicarsi al ristorante, portando con ciò una notevole dose d'incertezza all'interno del loro rapporto in quanto ad Eisuke comincia a mancar letteralmente il tempo da dedicare a Maria.
Nel frattempo si fa avanti Chie, una studentessa universitaria ventenne allegra e piena di vita proveniente da una famiglia contadina di agricoltori; anche se ella inizialmente non s'era fatta una granché buona impressione nei con fronti di Eisuke, inizierà a sviluppar col tempo dei sentimenti per lui subito dopo aver assaggiato la sua ottima cucina. L'amore, per Chie è, nel vero senso della parola, sbocciato dal suo stomaco.
Tokio è invece il proprietario d'un ristorante concorrente a quello di Eisuke; con l'inganno rilevò gli chef ed il personale mandando il padre di Eisuke quasi sul lastrico. Conosciute le capacità molto buone del figlio del suo rivale in cucina, trama nell'ombra.
I vecchi amici di Eisuke, che facevano parte della sua band musicale, verranno ad un certo punto ad aiutare il compagno nella nuova attività.

## Interpreti e personaggi
- Principali
  - Osamu Mukai - Eisuke Yamate
  - Terumi Nagashima - Eisuke a 7 anni
  - Hikari Tobita - Eisuke a 13 anni
  - Miori Takimoto - Chie Okusu
  - Ryoko Kuninaka - Maria Tachibana
  - Gorō Inagaki - Tokio Aso
- Dipendenti de "Le petit chou"
  - Takashi Tsukamoto - Kenta Sumiyoshi
  - Shōhei Miura - Taku Hiratsuka
  - Kaname Kawabata - Tsuyoshi Fujisawa
  - Hairi Katagiri - Mutsuko Ebina
- Dipendenti di "Gasterea"
  - Mao Miyaji - Izumi Kana
  - Hideo Ishiguro - Ippei Kashiwagi
  - Ryōsei Tayama - Norio Higashi
  - Tantan Hayashi - An Totsuka

### Altri
- Sawa Suzuki - Yuki Shirayama
- Rio Yamashita - Nana Takagi
- Ren Ōsugi - Taro Yamate
- Shori Sato - Sasuke Okusu
- Jun Hashimoto - Yoshiaki Okusu
- Tomomi Maruyama - Tōru Kawawa
- Katahira Nagisa - Hanako Yamate

### Star ospiti
- Kenta Hamano - Norio (ep. 1-2, 4-6)
- Kosuke Saito - se stesso (ep. 1-2, 4-5)
- Takao Suzuki - se stesso (ep. 1-2, 4-5)
- Satoshi Hisajima - se stesso (ep. 1-2, 6)
- Ken Mitsuishi - Masahiko (ep. 2)
- Kazue Ito - Michiko (ep. 2)
- Rino Katase - Takamine Kaoru (ep. 3)
- Mitsuki Tanimura - Misaki (ep. 4)
- Sumie Sasaki - Fumi (ep. 4)
- Miki Yokota - giovane Fumi (ep. 4)
- Ryoya Shinoda - Shirayama Hyuma (ep. 5)
- Nozomi Kawata - Kinako (ep. 5)
- Sumiko Nishioka - Eringi (ep. 5)
- Ayano Tachibana - Furappe (ep. 5)
- Aimi - Koppe (ep. 5)
- Jun Saito - se stesso (ep. 5-6)
- Yasuta Nao - se stessa (ep. 7)
- Greg Dale - Pierre (ep. 7)
- Kasey Keller - Pascal (ep. 7)
- Mina Fuji - (ep 8-9)
- Akiko Yada - la padrona di casa (ep. 10)